# Utricularia steenisii
Utricularia steenisii är en tätörtsväxtart som beskrevs av Peter Geoffrey Taylor. Utricularia steenisii ingår i släktet bläddror, och familjen tätörtsväxter. Inga underarter finns listade i Catalogue of Life.